# النجد بن علي (حجة)

تعديل مصدري - تعديل

النجد بن علي هي إحدى قرى عزلة بني علي بمديرية حجة التابعة لمحافظة حجة، بلغ تعداد سكانها 92 نسمة حسب تعداد اليمن لعام 2004.